# 日本博物館協会
公益財団法人日本博物館協会（にほんはくぶつかんきょうかい、英: Japan Association of Museums）は、日本における博物館・美術館に関する諸事業を実施している公益法人。
1928年（昭和3年）に「博物館事業促進会」として設置され、その後の数度に渡る組織変更を経て、2013年に現在の公益財団法人となった。元文部科学省所管。会長は2022年11月28日より山梨絵美子。

## 沿革
- 1928年 - 「博物館事業促進会」として発足
- 1931年 - 「日本博物館協会」と名称変更
- 1940年 - 社団法人日本博物館協会に改組
- 1986年 - 財団法人日本博物館協会に改組
- 2013年 - 公益財団法人日本博物館協会に移行

## 所在地
- 東京都台東区上野公園12-52　黒田記念館別館3階

## 事業

### 調査研究事業
- 国内博物館調査
- 海外博物館調査
- 博物館図書発行

### 指導・助成・援助事業
- 全国博物館大会
- 各種研修会
- 指導・助言

### 美術品梱包輸送技能取得士資格認定事業
2012年から、1-3級の美術品の梱包・輸送の資格試験を行い。合格者の技能を認定している。

### 普及・啓発事業
- 国際交流事業として国際博物館会議に参加

#### 刊行物
- 機関誌「博物館研究」（月刊）
- 全国博物館総覧
- 全国博物館園職員録
- 博物館の基本
- 博物館関係法令集

### 会員
- 維持会員（博物館もしくはそれに相当する団体などで、協会の目的に賛同し、会費を納入して理事会の承認を得たもの）
- 賛助会員（協会の目的に賛同し、会費を納入もしくは金品の寄付をする個人または団体）

### 日本博物館協会賞
日本博物館協会賞は、日本の博物館の振興に大きく貢献し、他の博物館の模範となる顕著な成果を挙げていると認められる国内施設を顕彰する。
- 第1回（2020年） - 北名古屋市歴史民俗資料館（愛知県北名古屋市）、ちひろ美術館（東京都練馬区）・安曇野ちひろ美術館（長野県北安曇郡松川村）
- 第2回（2021年） - 福井県年縞博物館（福井県三方上中郡若狭町）
- 第3回（2022年） - 大原美術館（岡山県倉敷市）
- 第4回（2023年） - 明石市立天文科学館（兵庫県明石市）
- 第5回（2024年） - 小樽市総合博物館（北海道小樽市）